# Croici
Croici – wieś w Rumunii, w okręgu Gorj, w gminie Mătăsari. W 2011 roku liczyła 361 mieszkańców.